# ديفيد لي مكينيس
ديفيد لي مكينيس (بالإنجليزية: David Lee McInnis) هو ممثل أمريكي، ولد في 12 ديسمبر 1973 في الولايات المتحدة.

## مسلسلات
| السنة | العنوان                 | الاسم               | Notes     |
| ----- | ----------------------- | ------------------- | --------- |
| 2007  | Air City                | Charlie             | الحلقة 3  |
| 2009  | Iris                    | Iris Agent Ray      | الحلقة 17 |
| 2011  | Hawaii Five-0           | Ken Nakoa           | الحلقة 2  |
| 2013  | Iris II: New Generation | Iris Agent Ray      |           |
| 2013  | Gu Family Book          | Kageshima           | الحلقة 13 |
| 2016  | Descendants of the Sun  | Captain David Argus | الحلقة 8  |
| 2017  | Lies and Love           |                     | Upcoming  |
| 2017  | Man to Man              | Agent P             |           |
| 2018  | Mr. Sunshine            | Major Kyle Moore    |           |
| 2019  | Kill It                 | Pavel               |           |

## وصلات خارجية
- ديفيد لي مكينيس على موقع IMDb (الإنجليزية)
- ديفيد لي مكينيس على موقع قاعدة بيانات الفيلم (الإنجليزية)